# جورجيوس تسياراس
جورجيوس تسياراس (باليونانية: Γιώργος Τσιάρας)‏ مواليد 4 مايو 1982 في لاريسا، هو لاعب كرة سلة يوناني. بدأ مسيرته الاحترافية في سنة 2001. يحمل الرقم 9. يبلغ طوله 6 قدم 9.5 بوصة (2.1 م).

## المسيرة الاحترافية
لعب مع نادي إيه إي كي لكرة السلة من سنة 2001 إلى 2006، ثم لعب مع نادي نيمبورك لكرة السلة في سنة 2010، ثم لعب مع نادي بانيونيس لكرة السلة في موسم 2010–2011، ثم لعب مع نادي أريس لكرة السلة في موسم 2012–2013.

## الإنجازات
- الدوري اليوناني لكرة السلة : (2002)

## روابط خارجية
- جورجيوس تسياراس على موقع الاتحاد الدولي لكرة السلة (الإنجليزية)
- جورجيوس تسياراس على موقع الدوري الأوروبي لكرة السلة (الإنجليزية)
- جورجيوس تسياراس على موقع كرة السلة الأوروبية.كوم (الإنجليزية)
- جورجيوس تسياراس على موقع ريلجم (الإنجليزية)
- جورجيوس تسياراس على موقع بروبوليرز (الإنجليزية)
- جورجيوس تسياراس على موقع سبورتس رفرنس (الإنجليزية)